# Dachselhofer (Patriziergeschlecht)

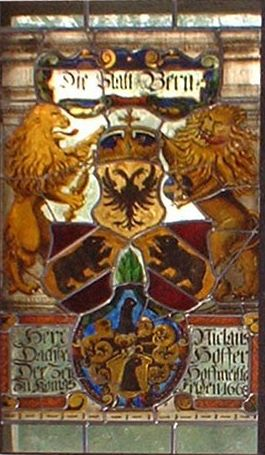
Wappen Dachselhofer in der Kirche Bözen

Das Geschlecht Dachselhofer (auch: Daxelhofer; Daxelhoffer) war ein Berner Burgergeschlecht. Es stammte von den Zürcher Dachselhofer ab, einer Ratsfamilie, deren Name auf den Ort Dachelsen im Säuliamt zurückgeht.

## Geschichte
Im Jahr 1509 liess sich Hans Dachselhofer (* vor 1485 in Zürich, † 1550 in Bern) als Glaser in Bern nieder und wurde dort 1534 Mitglied des Grossen Rates. Die Familie gehörte dann zu der neuen bürgerlichen Führungsschicht, die in Bern in der Reformationszeit entstand, dem Berner Patriziat. Bis zum Untergang der alten Eidgenossenschaft im Jahre 1798 waren viele Familienmitglieder als Grossräte, Landvögte, Mitglieder des Kleinen Rates und in vielen anderen Positionen des Stadtstaates Bern an dessen Politik massgebend beteiligt. Von 1682 bis 1798 waren die Dachselhofer Besitzer der Herrschaft Utzigen, deren Schloss bis 1875 in ihrem Besitz blieb. Auch nach dem Ende der alten Eidgenossenschaft besetzten Mitglieder der Familie bis 1831 wichtige Ämter. Neben mehreren Grossräten stellte die Familie Oberamtleute in Erlach (1810–1820), Courtelary (1822–1831) und im Niedersimmental (1822–1827). 1897 erlosch die Berner Linie mit dem Tod von Karl Albrecht Dachselhofer.
Nebenlinien sind jedoch seit 1587 in Biel (Mitglieder des Bieler Patriziats) und seit 1774 in Aubonne verbürgert. Zu letzteren gehört der Architekt Marcel Daxelhoffer.

## Archive
- Familienarchiv Dachselhofer, Burgerbibliothek Bern, Mss.h.h.XIII.1-3; Mss.h.h.XIII.26-48; Mss.h.h.XIII.165

## Angehörige (chronologisch)
- Vinzenz Dachselhofer (1541–1622), Mitglied des kleinen Rats und Landvogt im Amt Aigle
- Niklaus Dachselhofer (1595–1670), Schultheiss von Bern
- Niklaus Dachselhofer (1634–1707), Schweizer Ratsherr und Gesandter
- Johann Rudolf Dachselhofer (1691–1756), Berner Militär
- Johann Rudolf Dachselhofer (1724–1780), Berner Politiker